# Shirley Caesar
Shirley Ann Caesar (Durham, 13 ottobre 1938) è un mezzosoprano, cantautrice e cantante statunitense di musica gospel, artista discografica che vanta una carriera di oltre sei decenni. Un'artista pluripremiata, avendo vinto dodici Grammy Awards, Dove Awards e Stellar Awards. È conosciuta come "First Lady of Gospel Music" e "The Queen of Gospel Music".
Ha iniziato a registrare musica all'età di 12 anni nel 1951 con l'etichetta Federal, pubblicando oltre quaranta album. Ha partecipato a oltre 16 compilation e tre musical gospel, Mama I Want to Sing, Sing: Mama 2 e Born to sing: Mama 3 . È anche la creatrice della sfida #unameit. Ha aperto il suo negozio omonimo e prevede di utilizzare i profitti per aiutare i più bisognosi durante le festività natalizie.
Shirley Caesar ha inoltre partecipato ad una serie di spot pubblicitari per la MCI Communications. Ha vinto 11 Grammy Awards (ha conseguito anche un Grammy Award alla carriera), 14 Stellar Awards, 18 Doves, 1 RIAA gold certification, un Essence Award, McDonald's Golden Circle Lifetime Achievement Award, NAACP Lifetime Achievement Award, SESAC Lifetime Achievement Award, Rhapsody & Rhythm award dal National Museum of African American Music, oltre ad essere stato inserita nella Gospel Music Hall of Fame. Secondo Soundscan, ha venduto 2,2 milioni di album dal 1991. Ha fatto diverse apparizioni importanti, tra cui nella trasmissione televisiva dal vivo della Disney World Night of Joy, the Gospel according to VH1, una performance alla Casa Bianca per George Bush e un discorso sull'evoluzione della musica Gospel al Dipartimento del Tesoro degli Stati Uniti. Nel 2017, Caesar è stato insignita del Grammy Award alla carriera dalla The Recording Academy .

## Biografia

### Carriera
Cesare iniziò a cantare e ad esibirsi per la famiglia e gli amici. Ha iniziato a cantare nei panni di Baby Shirley Caesar in tutte il Carolina mentre gli inviti continuavano ad accumularsi. Poteva esibirsi solo nei fine settimana a causa della scuola durante i giorni feriali. La sua carriera musicale professionale inizia nel 1958 a 19 anni, quando si avvicina ad Albertina Walker per entrare a far parte dei The Caravans, uno dei gruppi gospel più popolari in quel momento. Albertina voleva la giovane talentuosa Shirley Caesar nel suo gruppo dopo averla ascoltata cantare un assolo. Caesar decise di interrompere la sua educazione per unirsi al gruppo.
Caesar ha registrato e si è esibita con Albertina Walker, Cassietta George, Inez Andrews, Delores Washington, Josephine Howard, Eddie Williams e James Herndon mentre ere nei The Caravans. Il suo più grande successo con i Caravan fu la canzone "Sweeping Through the City" seguita da "No Coward Soldier". Dopo otto anni con i Caravan, decise di andarsene dopo che le fu offerto un contratto di registrazione solista con la Hob Records. Il suo primo LP con l'etichetta era intitolato I'm Go, supportato dall'Institutional Radio Choir e include i classici "Oh Peter, Don't Be Afraid" e "Choose Ye This Day". Subito dopo compose altre successi come "Satan, We Gonna Tear Your Kingdom Down", "God's Not Dead, He's yet Alive" e il classico "Don't Drive Your Mama Away". Nel 1971, Shirley ha vinto il suo primo Grammy Award per la canzone "Put Your Hand in the Hand of the Man", e nel 1975, "No Charge" è diventato un successo immediato, che le ha permesso di ottenere il suo primo disco d'oro. Nonostante questo successo, voleva raggiungere un pubblico più vasto e sentiva che questo non sarebbe stato possibile con la Hob Records, quindi decise di non rinnovare il suo contratto discografico con loro, che si concluse lo stesso anno.
Per raggiungere più persone con la sua musica, Caesar firmò con un'etichetta discografica secolare chiamata Roadshow Records nel 1977 e pubblicò l'album di debutto intitolato First Lady. Il produttore dell'album ha intitolato l'album First Lady perché Caesar è stata la prima donna ad aver mai registrato con quell'etichetta. L'album conteneva canzoni con testi gospel forti, ma molti all'interno della comunità gospel sentivano che la musica stessa era "troppo mondana" e molti DJ gospel si rifiutavano di riprodurli sulla loro stazione radio. Una canzone, tuttavia, "Faded Rose", in seguito divenne un classico di Caesar. Nel complesso, l'album non ha fatto ottime vendite, ma il titolo di "First Lady" è diventato famoso nell'industria del Gospel, e DJ e promotori di gospel di tutto il mondo hanno iniziato a presentare la cantante come "The First Lady of Gospel Music", un titolo che è stato associato a lei da allora. Il secondo e ultimo album che ha registrato per Roadshow è stato From the Heart nel 1978; non ha avuto successo per lo stesso motivo. Caesar cercò un'etichetta gospel e alla fine decise di firmare con la Word Records nel 1980 e vinse molti altri Grammy Awards nei gli anni successivi e oltre. È rimasta con la Word Records per molti anni e ha registrato alcuni dei più grandi successi della sua carriera come "God's Got It All In Control", "Hold My Mule", "He's Working It Out for You", "Jesus, I Love Calling Your Name" e "You're Next in Line for a Miracle".
Si è fatta un nome nel campo della musica gospel, apparendo come ospite nello show gospel di Bobby Jones e in altri programmi televisivi popolari. Caesar attribuisce a Albertina Walker il ruolo di mentore e di"Queen of Gospel Music".
Tra il 1981 e il 1995, ha ricevuto sette premi Dove per il Black Gospel Album of the Year per Live al GMWA, Celebration, Christmasing, Sailin', Live ... In Chicago, Go e Rejoice. Ha ricevuto due Black Gospel Song of the Year Awards per "He's Working Out for You" e "Hold My Mule". Si è esibita con artisti del calibro di Patti LaBelle, Whitney Houston, Dorothy Norwood, Faith Evans, Dottie Peoples, Arnold Houston, Kim Burrell, John P. Kee, Kirk Franklin, Tonex e Tye Tribbett. Shirley Caesar è anche un'attrice. Ha recitato in film come Why Do Fools Fall in Love (1998) con Larenz Tate e Little Richard, Fighting Temptations (2003) con Beyoncé e Cuba Gooding Jr. e The Unseen (2005) con Steve Harris . Ha anche recitato in un episodio di The Good News nel 1998 come zia Shirley. Caesar è apparsa anche in The Parkers nel 2004.
Nel 2016, Caesar si è ritrovata in cima alla classifica di Gospel Billboard con il suo album più recente Fill This House .

### Premi e onorificenze
Cesare ha ricevuto una National Heritage Fellowship nel 1999 dalla National Endowment for the Arts, che è il più alto onore degli Stati Uniti nelle arti popolari e tradizionali.
È stata introdotta nella Gospel Music Hall of Fame nel 2000.
Cesare è stato introdotto nella North Carolina Music Hall of Fame nel 2010. Si è esibita per il presidente Barack e Michelle Obama alla Casa Bianca nel 2015 insieme ad Aretha Franklin.
Nel maggio 2016, il National Museum of African American Music ha premiato Caesar con il Rhapsody & Rhythm Award a Nashville, Tennessee, in anticipo rispetto all'apertura prevista per il 2018 dello storico museo.
La Camera di commercio di Hollywood ha onorato con orgoglio la cantante gospel Shirley Caesar con la 2.583ª stella sulla Hollywood Walk of Fame martedì 28 giugno 2016.

## Educazione
Caesar ha finalmente realizzato il suo sogno di completare la sua istruzione dopo molti anni. Ritornò a scuola e si laureò alla Shaw University con una laurea in economia aziendale nel 1984. Ha anche trascorso del tempo a studiare presso la Divinity School della Duke University e ha ricevuto dottorati onorari dalla Shaw University e dalla Southeastern University .

## Vita privata
Caesar è la decima di 13 figli. Tutti i suoi fratelli sono ora deceduti, suo padre Jim Caesar era un noto cantante gospel locale, ma morì improvvisamente quando Shirley aveva sette anni. Sua madre Hallie Caesar era una semi invalida a causa di una gamba zoppa. Caesar aveva un legame speciale con sua madre e si prese cura di lei fino alla sua morte nel 1986. Caesar sposò il vescovo Harold I. Williams nel giugno 1983. Formarono una coppia di pastori nella Mount Calvary Word of Faith Church che comprende 1.500 membri a Raleigh, Carolina del Nord, fino alla morte del marito, avvenuta il 4 luglio 2014. Caesar è membro della confraternita Delta Sigma Theta. Recentemente ha ridotto la predicazione e ha nominato un pastore esecutivo nella sua chiesa e organizza sermoni settimanali alla congregazione mentre la Caesar è pastore senior. Continua a registrare e esibirsi in concerto in tutto il Paese. Continua anche a tenere la sua conferenza annuale sui ministeri di sensibilizzazione. Il ministero di sensibilizzazione fornisce cibo, abbigliamento, alloggio, giocattoli per i bambini e assistenza finanziaria ai bisognosi. Alla domanda su cosa le piacerebbe ancora realizzare, dice "Vorrei recitare di più". . .

## Discografia
- First Lady (1977)
- From The Heart (1978)
- Jesus, I Love Calling Your Name (1983)
- Sailin' (1984)
- Her Very Best (1987)
- Live in Chicago (1988)
- I Remember Mama (1989)
- Go (1980)
- He's Working It Out for You (1991)
- Stand Still (1993)
- Live...He Will Come (1995)
- Just A Word (1996)
- A Miracle in Harlem (1997)
- Christmas with Shirley Caesar (1998)
- You Can Make It (2000)
- Hymns (2001)
- Greatest Gospel Hits
- Shirley Caesar & Friends (2003)
- The Gospel Legends (2005)
- I Know the Truth (2005)
- Still Sweeping Through the City After 40 Years (2008)
- A City Called Heaven (2009)
- Good God (2013)
- Fill This House (2016)